# DISC1
DISC1 или Disrupted In Schizophrenia 1 («Нарушенный при шизофрении-1»)  — белок, кодируемый одноимённым геном. 
Мутации, нарушающие функционирование белка, связаны как с шизофренией, так и с другими психическими расстройствами. При их воспроизведении в животных моделях  обнаруживаются типичные для шизофрении отклонения. Нарушение молекулярных взаимодействий, в которых участвует DISC1, может играть роль в развитии шизофрении, биполярного расстройства и депрессии. Исследования сцепленного наследования и полиморфизмов противоречивы и говорят о незначительном вкладе функциональных вариантов гена в общий риск развития шизофрении.
Механизм действия белка DISC1 активно исследуется. Известно, что DISC1 взаимодействует с несколькими белками, регулирующими рост клеток, их передвижение, рост аксонов, участвует в транспорте белков в аксональные окончания, а также регулирует активность фермента PDE4B. Пик концентрации DISC1 в мозге наблюдается на поздних фетальных стадиях, в период развития коры головного мозга.

## Структура
Ген DISC1 кодирует белок, предположительно состоящий из 854 аминокислот. Белок DISC1 содержит глобулярный N-терминальный домен и спиралевидный C-терминальный домен, способный образовывать суперспираль при взаимодействии с другими белками.

## Механизм действия

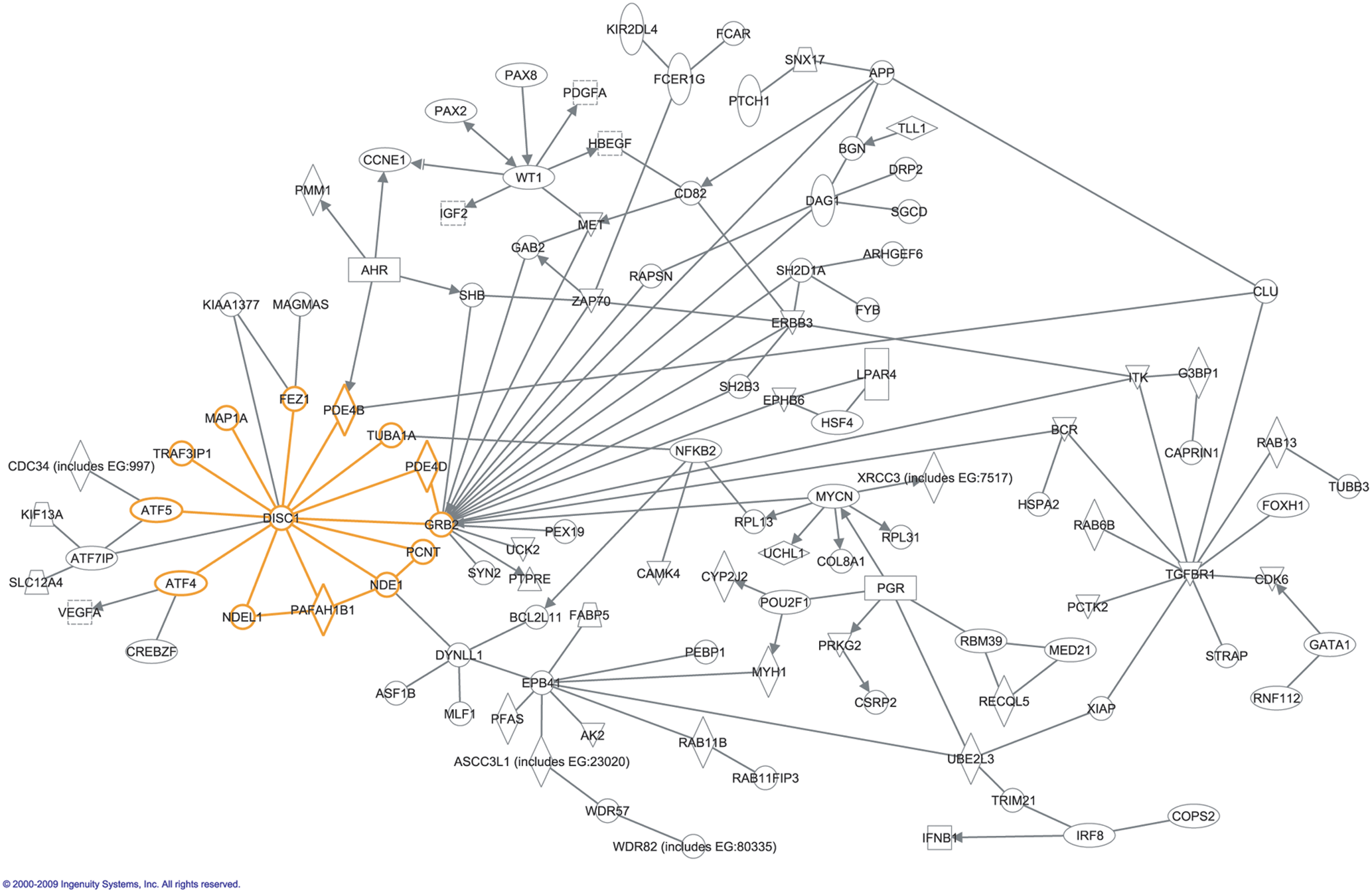
Часть интерактома (карты возможных взаимодействий) DISC1. Из работы Hehhan и Porteous, 2009.

DISC1 выполняет множество функций, не все из них открыты на сегодняшний день. Воссоздание полного механизма действия осложняется разнообразием взаимодействий DISC1 с другими белками. Одна из важнейших функций белка заключается в присоединении нескольких белковых комплексов к моторному белку кинезин-1, переносящему эти комплексы в аксональные окончания.Известны несколько белков, переносимых DISC1: LIS1, NUDEL и 14-3-3ε, объединяющиеся в группу, и Grb2. Привязывая комплекс LIS1/NUDEL/14-3-3ε или белок Grb2 к кинезину, DISC1 обеспечивает их транспорт к "+"-концам микротрубочек, а следовательно, и к дальним концам аксонов. Указанные белки необходимы для удлинения и поддержания функций аксона. Grb2 служит внутриклеточным посредником сигналов, получаемых рецепторами факторов роста (полное название белка – Growth factor Receptor-Bound 2). LIS1 отвечает за формирование мозга, при мутации LIS1 нарушаются процессы нейрональной миграции, транслокации ядра, нейронального позиционирования, приводя к лиссенцефалии. Белок DISC1 присоединяется к кинезину  отрезком, содержащим N-окончание, а к транспортируемым белкам – отрезком, содержащим C-окончание.

## История
В 1990 году при генетическом исследовании Шотландской семьи, в которой на протяжении нескольких поколений отмечалось большое количество психических заболеваний, была обнаружена хромосомная транслокация, ассоциированная с психотическими расстройствами. В 2000 Millar et. al. изолировали и секвенировали транслокацию, обнаружили два нарушенных ею гена и дали им названия – DISC1 и DISC2.  Ген DISC2 кодирует структурную молекулу РНК, являющуюся антисенсом к DISC1;  его предположительная роль – регулировка экспрессии первого гена.
В 2002 году был клонирован и изучен мышиный белок DISC1, на 56% идентичный человеческому.
Связь некоторых полиморфизмов DISC1 с повышенным риском развития шизофрении, обнаруженная впервые при генетическом анализе населения Шотландии, была позднее отмечена в исследованиях населения Финляндии, Японии, Тайваня. Данные исследований противоречивы, и при крупном полногеномном сканировании воздействие предположительных риск-вариаций DISC1, а также других генов риска, остаётся незначительным.
По состоянию на конец 2006 года, несколько групп были заняты разработкой и изучением DISC1-трансгенных и нокаутных мышей. В начале 2007 года была раскрыта вспомогательная роль DISC1 в транспорте белков, необходимых для удлинения аксонов. Нарушение этого механизма может составлять часть этиологии шизофрении и других психических расстройств.

## Роль в заболеваниях
Ряд заболеваний психики, в том числе шизофрения, биполярное расстройство и депрессия, могут быть связаны с нарушениями взаимодействий, в которых участвует DISC1.

## Животные в качестве генетических моделей патологии DISC1
Мышиный ген DISC1 и кодируемый им белок, состоящий из 851 аминокислоты и на 56% идентичный человеческому, исследуются с 2002 года. Изучение мутаций DISC1 у грызунов крайне важно для понимания механизмов развития шизофрении. Моделирование нарушений DISC1, аналогичных человеческим, вызывает, как считается, эндофенотипные черты шизофрении. Это нарушения рабочей памяти, процессов нейропластичности, морфологические отклонения, увеличение желудочков мозга.

## Рекомендуемая литература
- В открытом доступе: обзор "Локус DISC в психических заболеваниях". Chubb et al., 2008.[3]